# Črna na Koroškem
Črna na Koroškem là một khu tự quản (tiếng Slovenia: občine, số ít – občina) trong vùng Koroška của Slovenia. Črna na Koroškem có diện tích 156 km2, dân số là theo điều tra ngày 31 tháng 3 năm 2002 là 3616 người. Thủ phủ khu tự quản Črna na Koroškem đóng tại Crna na Koroškem.